# Kleptochthonius tantalus
Kleptochthonius tantalus är en spindeldjursart som beskrevs av William B. Muchmore 1966. Kleptochthonius tantalus ingår i släktet Kleptochthonius och familjen käkklokrypare. Inga underarter finns listade i Catalogue of Life.